# جون إم. داربي
جون إم. داربي (بالإنجليزية: John M. Darby)‏ هو عالم نبات وكيميائي أمريكي، ولد في 1804 في نورث آدمز في الولايات المتحدة، وتوفي في 1877 في نيويورك في الولايات المتحدة.